# Aptenopedes aptera
Aptenopedes aptera är en insektsart som beskrevs av Scudder, S.H. 1878. Aptenopedes aptera ingår i släktet Aptenopedes och familjen gräshoppor.

## Underarter
Arten delas in i följande underarter:
- A. a. aptera
- A. a. borealis
- A. a. coquinae
- A. a. saturiba
- A. a. simplex